# کیوسا دی سان میکله
کیوسا دی سان میکله (به ایتالیایی: Chiusa di San Michele) یک کومونه در ایتالیا است که در استان تورین واقع شده‌است.

## خصوصیات
کیوسا دی سان میکله ۶٫۰ کیلومترمربع مساحت و ۱٬۷۰۱ نفر جمعیت دارد و ۳۷۸ متر بالاتر از سطح دریا واقع شده‌است.